# 波卡洪塔斯 (密蘇里州)
波卡洪塔斯（英語：Pocahontas）是位於美國密蘇里州開普吉拉多縣的村。

## 人口
根據2020年美國人口普查的數據，波卡洪塔斯的面積為0.27平方千米，皆為陸地。當地共有人口97人，而人口密度為每平方千米359人。